# Ichirō Sugai
Ichirō Sugai (菅井一郎, Sugai Ichirō), né le 25 juillet 1907 à Kyoto et mort le 11 août 1973 dans l'arrondissement de Shinjuku à Tokyo, est un acteur et réalisateur japonais.

## Biographie
Ichirō Sugai naît le25 juillet 1907 à Rokuhara (ja), dans l'arrondissement de Higashiyama de la ville de Kyoto, et perd son père alors qu'il a sept ans.
Il entre à la Nikkatsu en 1925 et apparait pour la première fois sur les écrans dans Hinja no shōri de Genjirō Saegusa (ja). Il tourne notamment sous la direction d'Akira Kurosawa (ex. : Le Plus Beau en 1944, avec Takashi Shimura), Kenji Mizoguchi (ex. : Flamme de mon amour en 1949, avec Kinuyo Tanaka), Yasujirō Ozu (Été précoce en 1951, avec Setsuko Hara et Chishū Ryū), Kon Ichikawa (ex. : L'Étrange Obsession en 1959, avec Machiko Kyō et Ganjirō Nakamura), ou encore Shigeo Tanaka (ex. : Gamera contre Barugon en 1966, avec Kōjirō Hongō).
Il a tourné dans plus de 330 films entre 1925 et 1969. Lui-même réalise deux films, Dorodarake no seishun (1954, avec Rentarō Mikuni et Nobuko Otowa), puis Furanki no uchubitō (1957).

## Filmographie partielle

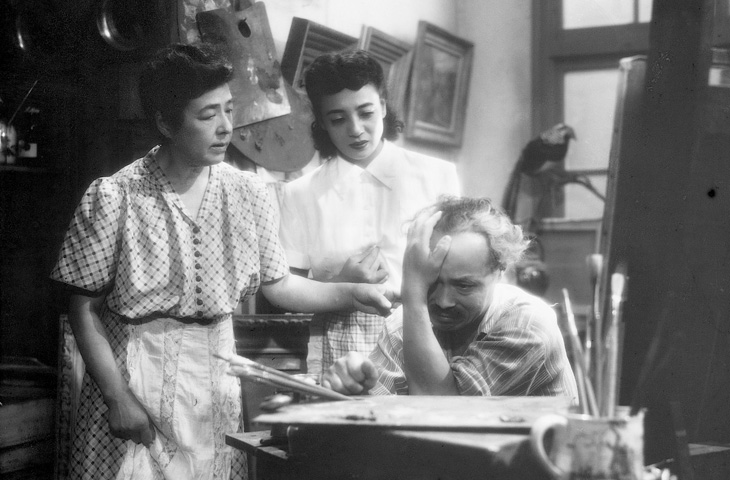
De gauche à droite : Chieko Higashiyama, Kuniko Miyake et Ichirō Sugai dans Le Portrait, 1948).

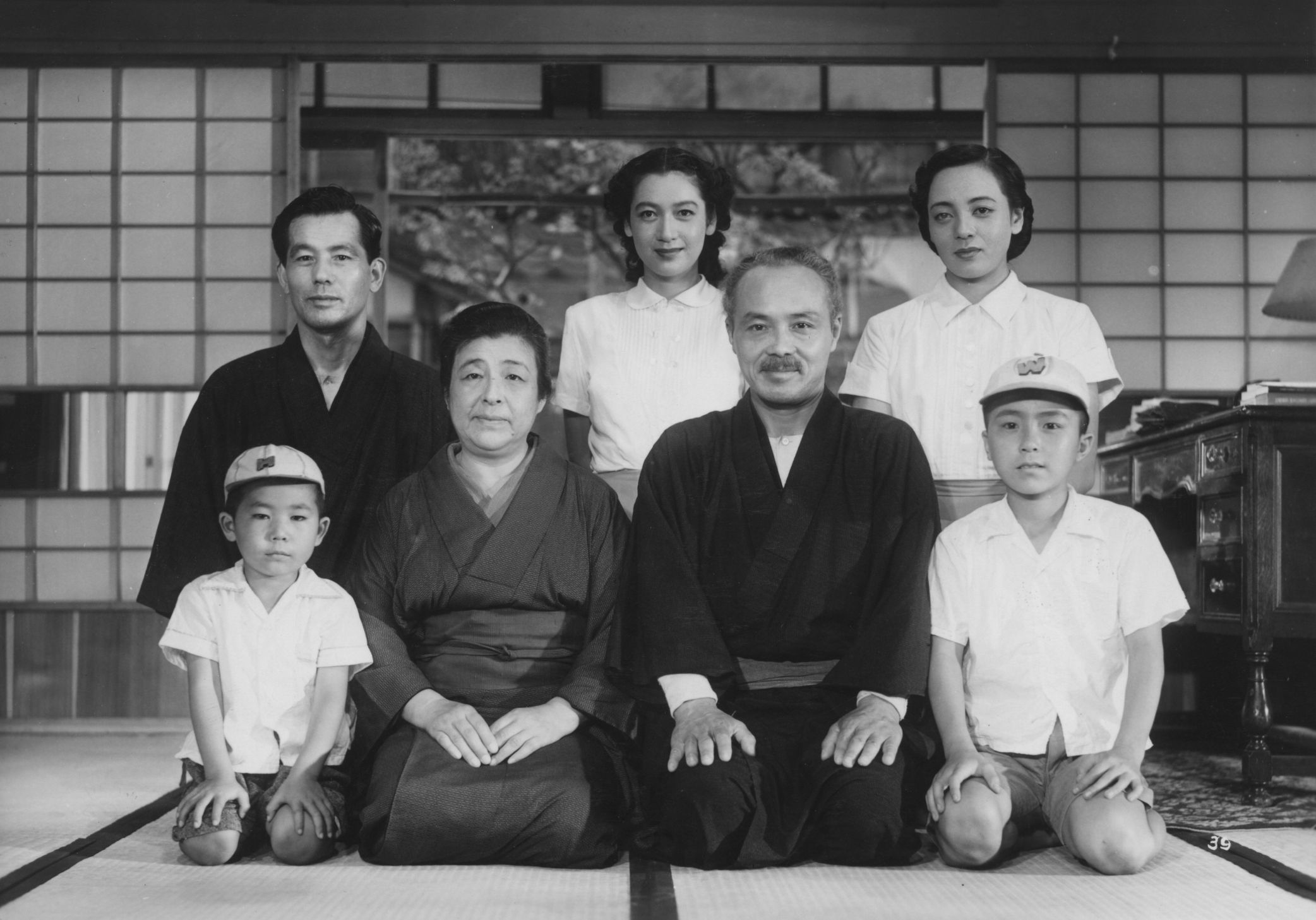
La famille Mamiya dans Été précoce (1951). De g. à d. : Isao Shirosawa, Chieko Higashiyama, Ichirō Sugai et Zen Murase au premier rang. Chishū Ryū, Setsuko Hara et Kuniko Miyake au second rang.

### Comme acteur

#### Années 1920
- 1925 : Hinja no shōri (貧者の勝利?) de Genjirō Saegusa (ja)
- 1927 : Trois jours de compétition (競走三日間, Kyoso mikkakan?) de Tomu Uchida
- 1927 : Les Chaussures (靴, Kutsu?) de Tomu Uchida
- 1928 : La Ligue antialcoolique des buveurs (のみすけ禁酒騒動, Nomisuke kinshu undo?) de Tomu Uchida
- 1928 : Le Riche Avare (けちんぼ長者, Kechinbo choja?) de Tomu Uchida

#### Années 1930
- 1930 : L'Étrangère Okichi (唐人お吉, Tōjin Okichi?) de Kenji Mizoguchi : Denkichi
- 1931 : Jean Valjean (ジャンバルジャン, Jan Burujan?) de Tomu Uchida
- 1931 : Et pourtant ils avancent (しかも彼等は行く, Shikamo karera wa yuku?) de Kenji Mizoguchi : Nanjo
- 1931 : Le Port sans mer (海のない港, Umi no nai minato?) de Minoru Murata
- 1932 : L'Aube de la fondation d'un état : La Mandchourie-Mongolie (満蒙建国の黎明, Manmō kenkoku no reimei?) de Kenji Mizoguchi : Charlie Cho
- 1933 : Le Fil blanc de la cascade (滝の白糸, Taki no shiraito?) de Kenji Mizoguchi : Gozo Iwabuchi
- 1933 : La Fête à Gion (祇園祭, Gion matsuri?) de Kenji Mizoguchi : Jinbee
- 1934 : Yakōju (夜光珠?) de Shigeo Tanaka : Fuse
- 1934 : Vents sacrés ou Le Groupe Jinpu (神風連, Jinpu-ren?) de Kenji Mizoguchi
- 1934 : Le Messager de la lune (月よりの使者, Tsukiyori no shisha?) de Tomotaka Tasaka : Totsuka
- 1934 : La Corne de brume (霧笛, Muteki?) de Minoru Murata : le tonnelier
- 1935 : Sanrenka (三聯花?) de Shigeo Tanaka
- 1936 : Hantō no maihime (半島の舞姫?) d'Hidemi Kon : Tomei
- 1936 : Le Jardin des cerisiers (桜の園, Sakura no sono?) de Minoru Murata : Rokuhei Sugai
- 1937 : L'Impasse de l'amour et de la haine (愛怨峡, Aien kyo?) de Kenji Mizoguchi : Sanjuro Mori
- 1938 : Ajia no musume (亜細亜の娘?) de Shigeo Tanaka
- 1938 : Le Chant de la caserne (露営の歌, Roei no uta?) de Kenji Mizoguchi : le père de Hideo
- 1939 : Hyōban gonin musmume (評判五人娘?) de Seiji Hisamatsu

#### Années 1940
- 1940 : Le Printemps des petites îles (小島の春, Kojima no haru?) de Shirō Toyoda
- 1940 : Musume no haru (娘の春?) de Seiji Hisamatsu
- 1940 : Un monde à deux (二人の世界, Futari no sekai?) de Yasujirō Shimazu
- 1940 : Kunyu no uta (閣下?) de Motoyoshi Oda
- 1942 : Les Guirlandes des mers du Sud (南海の花束, Nankai no hanataba?) de Yutaka Abe : Nagabayashi
- 1942 : Onna keizu (婦系図?) de Masahiro Makino
- 1943 : Ai no sekai : Yamaneko Tomi no hanashi (愛の世界 山猫とみの話?) de Nobuo Aoyagi : le maître d'école
- 1943 : La Légende du grand judo (姿三四郎, Sugata Sanshirō?) d'Akira Kurosawa : le chef de la police Mishima
- 1943 : Les Kamikazes de la tour de guet (望楼の決死隊, Bōrō no kesshitai?) de Tadashi Imai
- 1943 : Ahen senso (阿片戦争?) de Masahiro Makino : le fumeur d'opium
- 1943 : Himetaru kakugo (秘めたる覚悟?) d'Eisuke Takizawa
- 1944 : Le Plus Beau (一番美しく, Ichiban utsukushiku?) d'Akira Kurosawa : Ken Shinda
- 1945 : La Nouvelle Légende du grand judo (續姿三四郎, Zoku Sugata Sanshirō?) d'Akira Kurosawa : Yoshizo Fubiki
- 1946 : Les Descendants de Taro Urashima (浦島太郎の後裔, Urashima Taro no koei?) de Mikio Naruse
- 1946 : L'Ennemi du peuple (民衆の敵, Minshu no teki?) de Tadashi Imai
- 1947 : Quatre histoires d'amour (四つの恋の物語, Yottsu no koi no monogatari?) - 2e partie : Même se quitter est un plaisir (別れも愉し, Wakare mo tanoshi?) de Mikio Naruse
- 1947 : Un merveilleux dimanche (素晴らしき日曜日, Subarashiki nichiyobi?) d'Akira Kurosawa : Yamiya
- 1948 : Le Portrait (肖像, Shōzō?) de Keisuke Kinoshita : Nomura
- 1948 : Serment rompu (破戒, Hakai?) de Keisuke Kinoshita
- 1948 : Visage inoubliable (面影, Omokage?) de Heinosuke Gosho
- 1949 : Flamme de mon amour (我が恋は燃えぬ, Waga koi wa moenu?) de Kenji Mizoguchi : Kentaro Omoi
- 1949 : Chijin no ai (痴人の愛?) de Keigo Kimura : Tagawa
- 1949 : Chien enragé (野良犬, Nora inu?) d'Akira Kurosawa : le directeur de l'hôtel

#### Années 1950
- 1950 : La Rue en colère (怒りの街, Ikari no machi?) de Mikio Naruse : Tokunaga
- 1951 : Les Habits de la vanité (偽れる盛装, Itsuwareru seiso?) de Kōzaburō Yoshimura : Yamashita
- 1951 : Été précoce (麦秋, Bakushū?) de Yasujirō Ozu : Shukichi
- 1951 : Bakurō ichidai (馬喰一代?) de Keigo Kimura : Ogasawara
- 1951 : Aisai monogatari (愛妻物語?) de Kaneto Shindō : le directeur du studio de cinéma
- 1952 : Les Sœurs de Nishijin (西陣の姉妹, Nishijin no shimai?) de Kōzaburō Yoshimura : Yoshio Takamura
- 1952 : La Vie d'O'Haru femme galante (西鶴一代女, Saikaku ichidai onna?) de Kenji Mizoguchi : Shinzaemon, le père
- 1952 : Nadare (雪崩?) de Kaneto Shindō : le directeur
- 1952 : Zoku Shurajō hibun - Hiun no maki (続修羅城秘聞 飛竜の巻?) de Teinosuke Kinugasa : Geki Uda
- 1952 : Tange sazen (丹下左膳?) de Sadatsugu Matsuda
- 1952 : La Belle et le Voleur (美女と盗賊, Bijo to tozoku?) de Keigo Kimura : M. Inokuma
- 1952 : Forever My Love (いついつまでも, Itsu itsu made mo?) de Paul Sloane
- 1953 : Nuée d'oiseaux blancs (千羽鶴, Senbazuru?) de Kōzaburō Yoshimura : Yoshikawa
- 1953 : Les Musiciens de Gion (祇園囃子, Gion bayashi?) de Kenji Mizoguchi : Saeki
- 1953 : Monsieur Pû (プーサン, Pu-san?) de Kon Ichikawa
- 1953 : Epitome (縮図, Shukuzu?) de Kaneto Shindō : Isogai
- 1953 : Taiheyō no washi (太平洋の鷲?) d'Ishirō Honda : L'amiral Koshirō Oikawa
- 1954 : L'Intendant Sansho (山椒大夫, Sanshō dayū?) de Kenji Mizoguchi : le ministre de la justice
- 1954 : Les Amants crucifiés (近松物語, Chikamatsu monogatori?) de Kenji Mizoguchi : Gembei
- 1955 : Les Loups (少年死刑囚, Ōkami?) de Kaneto Shindō : Fusajiro Yoshikawa
- 1955 : Le Héros sacrilège (新・平家物語, Shin heike monogatari?) de Kenji Mizoguchi : le charpentier
- 1956 : Iro zange (港の乾杯 勝利をわが手に?) de Yutaka Abe : Nobumitsu
- 1956 : Ombres en plein jour (真昼の暗黒, Mahiru no ankoku?) de Tadashi Imai : l'avocat Yamamoto
- 1956 : Gin shinju (銀心中?) de Kaneto Shindō : Kurimoto
- 1956 : Le Quartier du mal (悪魔の街, Akuma no machi?) de Seijun Suzuki : Ōba
- 1957 : Qui est le véritable assassin ? (殺したのは誰だ, Koroshita no wa dare da?) de Kō Nakahira
- 1957 : Umi no yarodomo (海の野郎ども?) de Kaneto Shindō
- 1958 : Désir inassouvi (果しなき欲望, Hateshinaki yokubō?) de Shōhei Imamura
- 1958 : Les Tambours de la nuit (夜の鼓, Yoru no tsuzumi?) de Tadashi Imai : Ota
- 1959 : Le Mur du silence (その壁を砕け, Sono kabe o kudake?) de Kō Nakahira
- 1959 : L'Étrange Obsession (鍵, Kagi?) de Kon Ichikawa : le masseur

#### Années 1960
- 1960 : Tokyo no josei (東京の女性?) de Shigeo Tanaka
- 1960 : Le Sang séché (血は乾いてる, Chi wa kawaiteru?) de Yoshishige Yoshida
- 1961 : Koshoku ichidai otoko (好色一代男?) de Yasuzō Masumura
- 1961 : Le Général sans merci (無鉄砲大将, Muteppō taishō?) de Seijun Suzuki
- 1962 : Kuro no tesuto kaa (黒の試走車?) de Yasuzō Masumura
- 1963 : Futari dake no toride (二人だけの砦?) de Minoru Shibuya : Junichi Sakurai
- 1965 : The Cat Gambler (賭場の牝猫, Toba no mesuneko?) de Haruyasu Noguchi : l'inspecteur Kinoshita
- 1965 : Woman Gambler (賭場の牝猫 素肌の壺振り, Toba no mesuneko: Suhada no tsubofuri?) de Haruyasu Noguchi : l'inspecteur Kinoshita
- 1966 : Gamera contre Barugon (大怪獣決闘 ガメラ対バルゴン, Daikaijū Kettō : Gamera Tai Barugon?) de Shigeo Tanaka : docteur Matsushita
- 1966 : Aishū no yoru (哀愁の夜?) de Katsumi Nishikawa : le grand-père de Machiko
- 1966 : Le Pornographe (Introduction à l'anthropologie) (エロ事師たちより 人類学入門, Erogotoshi-tachi yori : Jinruigaku nyūmon?) de Shōhei Imamura
- 1968 : Arashi no hatashiji (嵐の果し状?) d'Akinori Matsuo
- 1969 : Chō kōsō no akebono (超高層のあけぼの?) de Hideo Sekigawa
- 1969 : Kagerō (かげろう?) de Kaneto Shindō

### Comme réalisateur
- 1954 : Dorodarake no seishun (泥だらけの青春?)
- 1957 : Furanki no uchubitō (フランキーの宇宙人?)